# 野村未奈
野村 美菜（のむら みな、旧名：三代目コロムビア・ローズ→野村未奈（英: Columbia Rose）、本名：野村美菜（1982年12月26日 - ））は、日本クラウン所属の演歌歌手。
所属事務所はプロダクション尾木、有限会社三井エージェンシーを経て現在はフリー。

## 経歴
17歳の時に歌手を志し仙台から上京。レッスンとアルバイトを続けていたある日、オーディション会場で水森英夫に才能を見いだされ、2002年に弟子入り。2004年に“新世代演歌歌手”として、コロムビアの赤坂本社屋の第1スタジオでお披露目。
2009年、「城下町ブルース」を歌ったことがきっかけとなり、歌の舞台である上田市の特別観光大使「信州上田～歌と愛を紬～大使」に任命。
2010年、南かなこ、松川未樹、出光仁美と共に日本コロムビアの創業100周年記念アーチストとして、「演歌アイドル」を目指してコロムビア・ガールズ・コレクション（CGC）を結成。
2013年、節目の10周年を迎え、所属事務所社長の字画のアドバイスなどもあって芸名を「三代目コロムビア・ローズ 野村未奈」に改名。
特技は日本舞踊で、師範の腕前。また、歌手としては第一号となる「音楽レクリエーション専門員」の資格を取得しており、健康体操の普及活動にも努めている。
2015年7月1日、日本クラウンに移籍し、芸名を三代目コロムビア・ローズ 野村未奈から野村未奈に改名。
2017年1月11日、シングル「北上川」の発売を機に本名の「野村美菜」に改名。
2020年7月末をもって三井エージェンシーを退社。

## ディスコグラフィ

### シングル
- 日本コロムビア時代の名義
  - 1 - 10：三代目コロムビア・ローズ、11・12：三代目コロムビア・ローズ 野村未奈
- 日本クラウン移籍後の名義
  - 13：野村未奈、14以降：野村美菜

| #  | 発売日          | 曲順 | タイトル               | 作詞         | 作曲       | 編曲       | オリコン 最高順位 | レーベル        | 規格品番           |
| -- | --------------- | ---- | ---------------------- | ------------ | ---------- | ---------- | ----------------- | --------------- | ------------------ |
| 1  | 2004年 6月23日  | 01   | 出航五分前             | 松井由利夫   | 水森英夫   | 伊戸のりお | -                 | 日本 コロムビア | COCA-15665         |
| 1  | 2004年 6月23日  | 02   | 零時の街角             | 木下龍太郎   | 水森英夫   | 伊戸のりお | -                 | 日本 コロムビア | COCA-15665         |
| 1  | 2004年 6月23日  | 03   | 東京のバスガール       | 丘灯至夫     | 上原げんと | 石倉重信   | -                 | 日本 コロムビア | COCA-15665         |
| 2  | 2005年 3月23日  | 01   | 蒼いバラの伝説         | 仁井谷俊也   | 水森英夫   | 蔦将包     | -                 | 日本 コロムビア | COCA-15745         |
| 2  | 2005年 3月23日  | 02   | 薔薇の乙女             | 水木れいじ   | 水森英夫   | 蔦将包     | -                 | 日本 コロムビア | COCA-15745         |
| 3  | 2005年 9月21日  | 01   | 異国の華〜お春物語〜   | 松井由利夫   | 水森英夫   | 伊戸のりお | -                 | 日本 コロムビア | COCA-15799         |
| 3  | 2005年 9月21日  | 02   | 智恵子抄               | 丘灯至夫     | 戸塚三博   | 石倉重信   | -                 | 日本 コロムビア | COCA-15799         |
| 4  | 2006年 6月21日  | 01   | 夢のバスガール         | 秋元康       | 水森英夫   | 前田俊明   | -                 | 日本 コロムビア | COCA-15902         |
| 4  | 2006年 6月21日  | 02   | 哀愁航路               | 麻こよみ     | 水森英夫   | 石倉重信   | -                 | 日本 コロムビア | COCA-15902         |
| 5  | 2007年 9月19日  | 01   | 最終便                 | 仁井谷俊也   | 水森英夫   | 伊戸のりお | -                 | 日本 コロムビア | COCA-16017         |
| 5  | 2007年 9月19日  | 02   | 待ちわびて             | 水木れいじ   | 浜圭介     | 伊戸のりお | -                 | 日本 コロムビア | COCA-16017         |
| 6  | 2008年 11月19日 | 01   | 迷子                   | かず翼       | 水森英夫   | 前田俊明   | -                 | 日本 コロムビア | COCA-16195         |
| 6  | 2008年 11月19日 | 02   | 港灯                   | 下地亜記子   | 水森英夫   | 前田俊明   | -                 | 日本 コロムビア | COCA-16195         |
| 7  | 2009年 11月4日  | 01   | 城下町ブルース         | たかたかし   | 水森英夫   | 石倉重信   | -                 | 日本 コロムビア | COCA-16310         |
| 7  | 2009年 11月4日  | 02   | 夜行                   | たかたかし   | 水森英夫   | 石倉重信   | -                 | 日本 コロムビア | COCA-16310         |
| 8  | 2010年 8月25日  | 01   | 倖せ夢さぐり           | たかたかし   | 水森英夫   | 伊戸のりお | -                 | 日本 コロムビア | COCA-16409         |
| 8  | 2010年 8月25日  | 02   | 恋つむぎ               | たかたかし   | 水森英夫   | 伊戸のりお | -                 | 日本 コロムビア | COCA-16409         |
| 9  | 2011年 6月22日  | 01   | いつかその気になったら | 阿久悠       | 水森英夫   | 川口真     | -                 | 日本 コロムビア | COCA-16494         |
| 9  | 2011年 6月22日  | 02   | 雨の辰巳新道           | 森田いづみ   | 水森英夫   | 石倉重信   | -                 | 日本 コロムビア | COCA-16494         |
| 10 | 2012年 6月20日  | 01   | 深川ブルース           | 森田いづみ   | 水森英夫   | 前田俊明   | 49位              | 日本 コロムビア | COCA-16617         |
| 10 | 2012年 6月20日  | 02   | 雨の辰巳新道           | 森田いづみ   | 水森英夫   | 石倉重信   | 49位              | 日本 コロムビア | COCA-16617         |
| 11 | 2013年 6月19日  | 01   | かがり火恋歌           | かず翼       | 水森英夫   | 竜崎孝路   | -                 | 日本 コロムビア | COCA-16742         |
| 11 | 2013年 6月19日  | 02   | 讃岐の夜は更けゆく     | 森田いづみ   | 水森英夫   | 竜崎孝路   | -                 | 日本 コロムビア | COCA-16742         |
| 12 | 2014年 4月23日  | 01   | 矢作川                 | 森田いづみ   | 水森英夫   | 竜崎孝路   | 39位              | 日本 コロムビア | COCA-16855         |
| 12 | 2014年 4月23日  | 02   | 恋して三河路           | 森田いづみ   | 水森英夫   | 竜崎孝路   | 39位              | 日本 コロムビア | COCA-16855         |
| 13 | 2015年 10月7日  | 01   | 千曲川哀歌             | 森田いづみ   | 水森英夫   | 前田俊明   | 39位              | 日本 クラウン   | CRCN-1907 (通常盤) |
| 13 | 2015年 10月7日  | 02   | くれないの船           | 森田いづみ   | 水森英夫   | 前田俊明   | 39位              | 日本 クラウン   | CRCN-1907 (通常盤) |
| 13 | 2016年 8月3日   | 03   | ほほえみ列車           | 森田いづみ   | 水森英夫   | 伊戸のりお | 39位              | 日本 クラウン   | CRCN-1983 (夏の陣) |
| 14 | 2017年 1月11日  | 01   | 北上川                 | 森田いづみ   | 水森英夫   | 京建輔     | 27位              | 日本 クラウン   | CRCN-8019          |
| 14 | 2017年 1月11日  | 02   | 美菜の平泉音頭         | 森田いづみ   | 水森英夫   | 京建輔     | 27位              | 日本 クラウン   | CRCN-8019          |
| 15 | 2017年 3月22日  | 01   | 恋ざくら               | さとうしろう | 水森英夫   | 前田俊明   | -                 | 日本 クラウン   | CRCN-8049          |
| 15 | 2017年 3月22日  | 02   | 三瓶山                 | さとうしろう | 水森英夫   | 前田俊明   | -                 | 日本 クラウン   | CRCN-8049          |
| 16 | 2017年 9月27日  | 01   | 伊良湖水道             | 森田いづみ   | 水森英夫   | 前田俊明   | 40位              | 日本 クラウン   | CRCN-8091 (通常盤) |
| 16 | 2017年 9月27日  | 02   | 名古屋哀歌             | かず翼       | 水森英夫   | 前田俊明   | 40位              | 日本 クラウン   | CRCN-8091 (通常盤) |
| 16 | 2018年 5月23日  | 02   | 伊良湖水道 めぐり逢い  | 森田いづみ   | 水森英夫   | 南郷達也   | 40位              | 日本 クラウン   | CRCN-8150 (特別盤) |
| 17 | 2019年 2月6日   | 01   | 夢路の宿               | 森田いづみ   | 水森英夫   | 前田俊明   | 44位              | 日本 クラウン   | CRCN-8225          |
| 17 | 2019年 2月6日   | 02   | 博多の夜               | 森田いづみ   | 水森英夫   | 前田俊明   | 44位              | 日本 クラウン   | CRCN-8225          |
| 18 | 2019年 10月2日  | 01   | 天文館の夜             | 森田いづみ   | 水森英夫   | 伊戸のりお | 26位              | 日本 クラウン   | CRCN-8281          |
| 18 | 2019年 10月2日  | 02   | 湯布院ワルツ           | 森田いづみ   | 水森英夫   | 伊戸のりお | 26位              | 日本 クラウン   | CRCN-8281          |
| 19 | 2024年 11月6日  | 01   | 哀愁埠頭               | さくらちさと | 水森英夫   | 竹内弘一   | -                 | 日本 クラウン   | CRCN-8703          |
| 19 | 2024年 11月6日  | 02   | ブルース色の雨が降る   | さくらちさと | 水森英夫   | 竹内弘一   | -                 | 日本 クラウン   | CRCN-8703          |

#### デュエット・シングル
- ローズと裕介名義（三代目コロムビア・ローズ、走裕介）

| 発売日          | 曲順 | タイトル     | 作詞       | 作曲     | 編曲       | 規格品番   |
| --------------- | ---- | ------------ | ---------- | -------- | ---------- | ---------- |
| 2012年 11月21日 | 01   | 5分5秒の二人 | 円香乃     | 水森英夫 | 伊戸のりお | COCA-16668 |
| 2012年 11月21日 | 02   | 渚のロマンス | 森田いづみ | 水森英夫 | 蔦将包     | COCA-16668 |
| 2012年 11月21日 | 03   | 宗谷岬       | 吉田弘     | 船村徹   | 青木望     | COCA-16668 |

### アルバム

#### ベスト・アルバム
| 発売日         | タイトル                             | レーベル       | 規格品番     |
| -------------- | ------------------------------------ | -------------- | ------------ |
| 2010年6月30日  | オリジナル・ベスト〜城下町ブルース〜 | 日本コロムビア | COCP-36225   |
| 2013年7月24日  | オリジナル・ベスト2013               | 日本コロムビア | COZP-788〜89 |
| 2014年10月22日 | 全曲集 矢作川                        | 日本コロムビア | COCP-38825   |
| 2020年6月3日   | オリジナルベスト2020                 | 日本クラウン   | CRCN-41340   |

#### カバー・アルバム
| 発売日       | タイトル                    | レーベル     | 規格品番   |
| ------------ | --------------------------- | ------------ | ---------- |
| 2016年7月6日 | 日本列島 歌巡り〜北信越編〜 | 日本クラウン | CRCN-20423 |
| 2019年6月5日 | 日本列島 歌巡り〜九州編〜   | 日本クラウン | CRCN-20459 |

### タイアップ曲
| 年     | 楽曲           | タイアップ                       |
| ------ | -------------- | -------------------------------- |
| 2006年 | 夢のバスガール | 「はとバスバスガイド」応援ソング |

## 出演

### テレビ
- NHK歌謡コンサート（NHK）
- 金曜バラエティー（NHK、2010年10月8日）
- BS日本のうた（NHK）
- 洋子の演歌一直線（テレビ東京）
- 歌謡リクエスト（テレビ東京）
- ときめき歌謡曲（テレビ埼玉、2010年10月 - 2011年3月）- レギュラーアシスタント
- サブちゃんと歌仲間（BSジャパン）（2015年10月10日、初出演）

### ラジオ
- 三代目コロムビア・ローズのオンエアー五分前（ラジオ日本、2004年7月 - 2005年6月）
- まきのめぐみと三代目コロムビア・ローズの歌めぐり風だより（2005年4月 - 2007年12月）
- 夏木ゆたかのホッと歌謡曲（ラジオ日本）
- えんかe-ジャン!（ラジオ日本）
- 杉紀彦のラジオ村（ラジオ日本、2008年1月 - ）